# Nemojovský potok
Nemojovský potok je pravostranný a celkově největší přítok říčky Bělé v okrese Pelhřimov v Kraji Vysočina. Délka toku činí 8,9 km. Plocha povodí měří 32,9 km².

## Průběh toku
Potok pramení jižně od Křemešníku u západního okraje Sázavy v nadmořské výšce okolo 680 m. V pramenné oblasti směřuje nejprve západním směrem. Mezi sedmým a osmým říčním kilometrem protéká lesem, kde se postupně stáčí k jihozápadu. Po opuštění lesa severovýchodně od Lešova zadržuje jeho vody Pilařský rybník a o něco níže v Lešově napájí Nemojovský potok další dva menší rybníky. Odtud dále směřuje na jihozápad až západ k Radňovu, kde se na jeho toku nalézají další dva rybníky, z nichž jeden je bezejmenný a druhý je nazýván Hájek. Od hráze Hájku proudí Nemojovský potok na sever k Nemojovu. Jižně od Nemojova na třetím říčním kilometru se obrací na západ. V tomto úseku zadržuje vody potoka další rybník. Po několika dalších stech metrech přijímá zleva potok Podlesník, který je jeho největším přítokem. Od soutoku s Podlesníkem teče potok na západ k Pavlovu a odtud na jihozápad k Rynárci. Do Bělé se vlévá severovýchodně od Rynárce na 11,6 říčním kilometru v nadmořské výšce 508 m. 

### Větší přítoky
- Podlesník, zleva, ř. km 1,7[3]

## Vodní režim
Průměrný průtok Nemojovského potoka u ústí činí 0,22 m³/s.